# Пасто (Колумбија)
Пасто (шп. San Juan de Pasto, службено Сан Хуан де Пасто) јесте главни град колумбијског департмана Нарињо. Смештен је у југозападној Колумбији, у планинском ланцу Анда у подножју вулкана Галерас, на надморској висини 2.527м. Град има око 392.930 становника.
Пасто је основао 1537. године шпански конкистадор Себастијан де Белалкасар. Године 1539, други шпански конкистадор Лоренцо де Алдана преселио је град на његову тренутну локацију и основао га под именом Сан Хуан де Пасто. Велики допринос економији и просперитету града, допринео је човек италијанског порекла по имену Гвидо Бучели.
Град је био административни, културни и верски центар региона од колонијалних времена. Током ратова за независност против Шпаније, Пасто је био ројалистички град. Делимично због овог политичког става и због свог географског положаја, након независности, Пасто је дуго био изолован од остатка Колумбије. У Колумбији је познат као „град изненађења” («Ciudad sorpresa de Colombia»).
Вишенаменски стадион Естадио Департаментал Либертад, користи се углавном за фудбалске утакмице и тренутно на њему домаће утакмице игра прволигаш Депортиво Пасто. Стадион има капацитет 19.000 места, а изграђен је 1955. године.
Као главни град покрајине, у њему се налази седиште владе Нарињо, скупштина департмана, окружни суд, канцеларија главног тужилаштва и седиште владиних агенција.

## Галерија
- Трг Нарињо током дана
- Споменик
- Биста Гонзала Родригеза у граду Пасто
- Поглед на Пасто предвече
- Парк Нарињо или трг Нарињо
- Црква Сантијаго Апостол
- Црква Сан Андрес
- Карневал снимљен 2008. године
- Поглед на вулкан Галерас при заласку сунца са главног трга
- Стадион у Пасту